# Pobedit

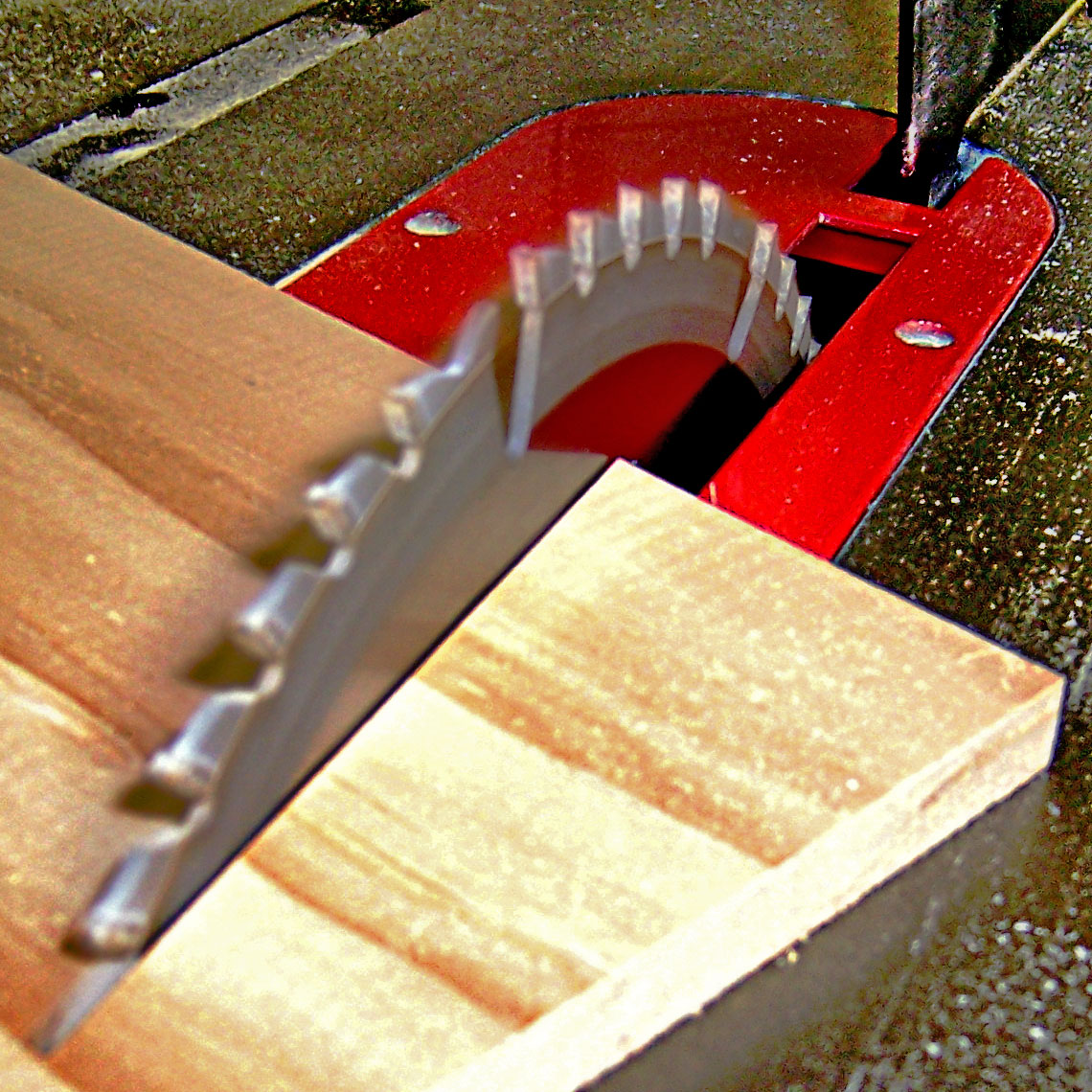

Pobedit (победит, vencerá en ruso), es un compuesto sinterizado con alrededor de 90% de carburo de wolframio como fase dura, y aproximadamente el 10% de cobalto (Co) como fase aglutinante, con una pequeña cantidad de carbono adicional. Inventado en la Unión Soviética en 1929, se describe como un material con el que se realizan herramientas de corte. Se sueldan mediante cobre al soporte de la herramienta de corte. No se requiere un tratamiento térmico.
Se han seguido desarrollaron una serie de distintos compuestos similares a base de wolframio y cobalto, sin embargo, se siguen utilizando el nombre de "Pobedit".
El Pobedit se produce mediante pulvimetalurgia. Su dureza se encuentra cerca a la del diamante, 85-90 en la escala Rockwell.